# Casa Museo Antonio Nariño
La Casa Museo Antonio Nariño es un museo de historia localizado en el municipio Villa de Leyva, Boyacá.
En esta construcción se presume falleció Antonio Nariño y Álvarez en diciembre de 1823.
Esta casa museo promueve la memoria histórica del proceso de Independencia colombiana a través de la vida de Antonio Nariño y Álvarez, junto con su principal legado, la traducción al español de los Derechos del hombre y el ciudadano.
La Casa Museo Antonio Nariño hace parte del Museo Nacional de Colombia y del Ministerio de las Culturas, las Artes y los Saberes.

## Historia
La casa fue construida a finales del siglo XVII y, al igual que otras edificaciones en Villa de Leyva, sigue el estilo arquitectónico español de regiones como Extremadura y Andalucía, aunque apropiando prácticas de construcción con conocimientos y materiales locales. Es una construcción de dos pisos con balcón, patio central y un solar en la parte trasera que funcionó para cultivos de pancoger.

La estancia de Antonio Nariño en Villa de Leyva y en esta construcción de estilo colonial duró aproximadamente tres meses, entre septiembre y diciembre de 1823, momento en el que fallece:
“A ella (Villa de Leyva) se retiró en sus últimos y angustiosos días el primero de nuestros grandes hombres, el General don Antonio Nariño; y murió en una casa de dos pisos, inmediata al hospital de San Juan de Dios, donde sin duda tenía constantemente ante los ojos cuadros capaces de hacerle meditar en las miserias de la vida humana.”
Debido a que la propiedad no perteneció a Antonio Nariño y su paso por ella fue tan corta, no hay documentación notarial que confirme que esta fue la construcción que habitó el Precursor de la Independencia. Durante el siglo XIX y comienzos del XX fue tema de debate entre historiadores establecer la casa en la que falleció Nariño.
En 1960 la casa fue comprada por la Nación y un año después fue declarada Monumento Nacional, mediante la Ley 81 del 28 de septiembre de 1961. A partir de este momento, la construcción tuvo varias intervenciones, sobresale la restauración liderada por Luis Alberto Acuña en la década de 1970; las obras de primeros auxilios realizadas por el Instituto Nacional de Vías (INVIAS) entre 1996 y 1997, así como las obras de restauración realizadas por el Ministerio de Cultura en 2003.

## Colección
La Casa Museo Antonio Nariño ofrece a sus visitantes cuatro salas de exposición permanente. Su colección está compuesta por 188 piezas divididas en dos líneas curatoriales. La primera da cuenta de la vida y legado de Antonio Nariño en sus diferentes facetas: como traductor de los Derechos del Hombre y del Ciudadano, militar, periodista, librero, interesado en la botánica y la medicina, vicepresidente, senador y demás cargos que ostentó a lo largo de su vida. La otra línea curatorial aborda la cotidianidad de los hogares coloniales y republicanos a través de mobiliario y otros elementos domésticos.
La colección del museo fue conformada después de la década de 1980 mediante donaciones de objetos, especialmente mobiliario y facsimilares de documentos que están en instituciones como el Museo de la Independencia de Bogotá.
El museo también cuenta con una sala de exposición temporal en la que hay una programación continua de obras de artistas locales, también se presentan exposiciones itinerantes y otras muestras producto de investigaciones propias del museo.
Actualmente, la Casa Museo Antonio Nariño se encuentra en un proceso de renovación museográfica que busca ampliar la narrativa de sus salas, dándole más protagonismo a los Derechos Humanos.

## Agenda cultural y educativa
Esta casa museo brinda una variada programación académica y cultural que incluye: visitas comentadas, talleres, conferencias, proyecciones audiovisuales y conciertos que aportan al intercambio de conocimientos e ideas y enriqueciendo el bienestar de las comunidades locales y turistas.